# Lübz

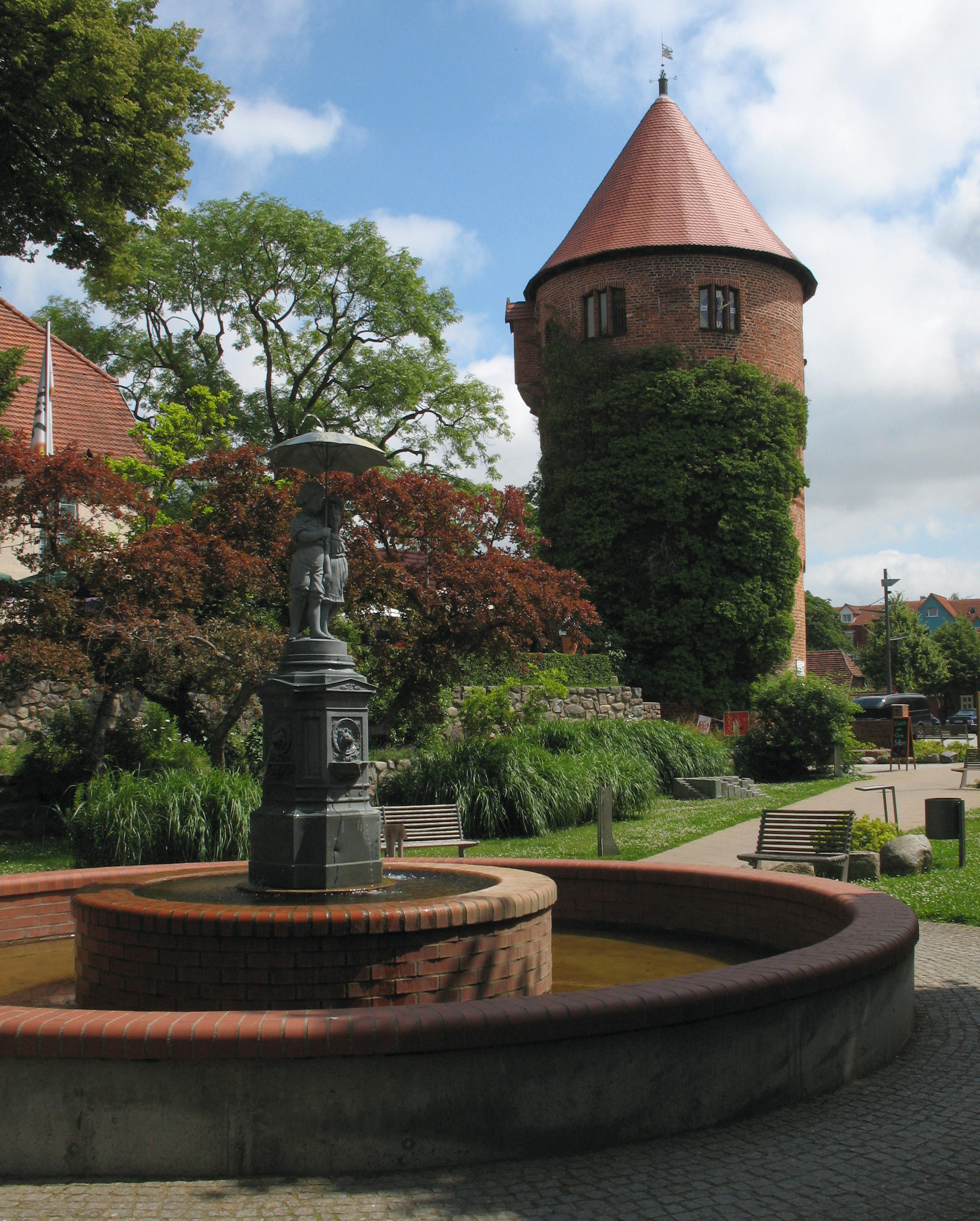
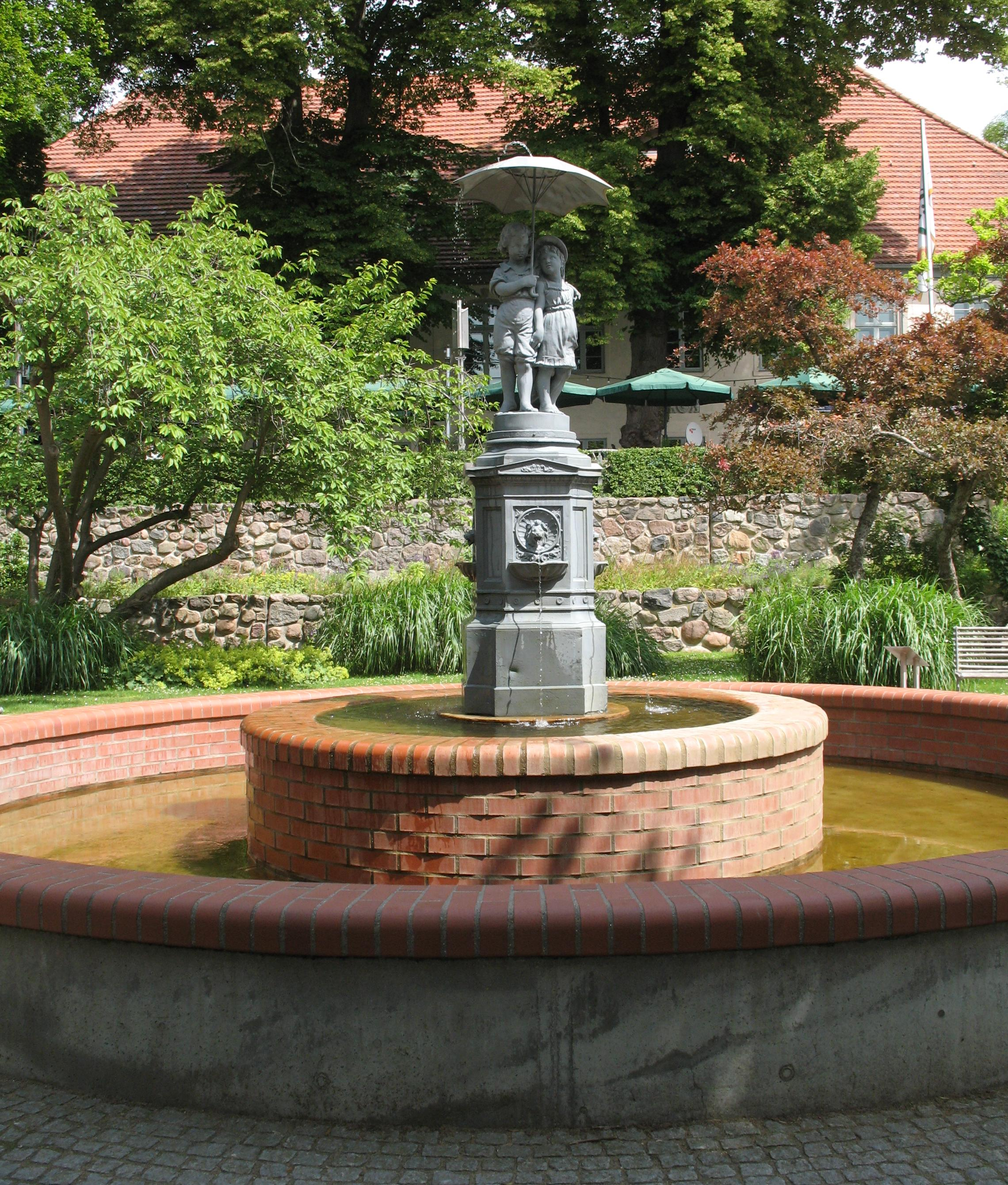

Lübz là một thị trấn tại Ludwigslust-Parchim (trước thuộc huyện Parchim), bang Mecklenburg-Vorpommern, miền bắc nước Đức.It is situated on the river Elde, 12 km northeast of Parchim.